# Julio Ugarte y Ugarte
Julio Ugarte y Ugarte (Lima, 23 de julio de 1890 - Palmeira das Missões, 17 de agosto de 1949) fue un escritor peruano.

## Biografía
Julio Ugarte nació en Lima, el 23 de julio de 1890. Sus padres fueron Luis Ugarte y Fidelia Rosa Ugarte. 
El 17 de agosto de 1937 fundó la Sociedad de Filosofía Trascendental.
Escribió la obra Doctrinaria «Las Dos Grandes Leyes Espirituales - Libertad y Obediencia», en la ciudad de Río Grande, en el estado de Rio Grande do Sul, Brasil, en 1939.
Así escribe en su obra:
- "Os proporciono esta obra, en la cual está el Mensaje más grandiosamente sublime que puede darse al mundo."
- "Vuestra perseverancia constructiva me animó por la Voluntad de Dios, a Quien obedecemos en nuestro corazón, a aplazar mi proyectado viaje al exterior, para ampliar en Brasil la Sociedad de Filosofía Transcendental, que servirá de base para la reedificación de la Iglesia Cristiana Primitiva en su pristina pureza."

Ugarte falleció en Palmeira das Missões, Rio Grande do Sul, Brasil, en 17 de agosto de 1949.